# Sudha Murthy

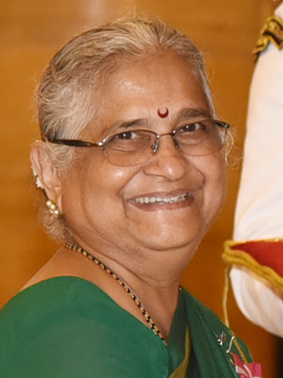
Sudha Murthy (2023)

Sudha Murthy (auch Murty; geboren am 19. August 1950 in Hubli, Karnataka) ist eine indische Ingenieurin, Lehrerin, Philanthropin und Schriftstellerin.

## Privatleben und Ausbildung
Sudha Murthy wurde 1950 in Hubli im indischen Bundesstaat Karnataka als Tochter des Chirurgen R. H. Kulkarni und dessen Frau Vimala Kulkarni geboren. Sie und ihre Geschwister wurden von ihren Eltern und Großeltern mütterlicherseits erzogen. Diese Kindheitserfahrungen bilden die historische Grundlage für ihre erste Arbeit mit dem Titel: Wie ich meiner Großmutter das Lesen beibrachte & andere Geschichten.
Murthy studierte Ingenieurwesen am B.V.B. College of Engineering & Technology. Sie schloss das Studium am Indian Institute of Science mit einem Master im Computeringenieurwesen ab.
Sie ist verheiratet mit N. R. Narayana Murthy, dem Mitgründer von Infosys Technologies. Sie haben zwei Kinder, darunter die Modedesignerin Akshata Murty, die seit 2009 die Frau von Rishi Sunak, dem Premierminister des Vereinigten Königreichs, ist.

## Karriere
Ihre berufliche Karriere begann sie als Informatikerin. Sie war die erste Ingenieurin, die beim größten indischen Automobilhersteller Tata Motors angestellt wurde. Sie hatte eine Postkarte an den Vorstandsvorsitzenden des Unternehmens geschrieben, in der sie sich über die Männerkultur im Unternehmen beschwerte. Daraufhin wurde sie zu einem Vorstellungsgespräch eingeladen und eingestellt. Sie kam als Entwicklungsingenieurin in Pune ins Unternehmen und arbeitete anschließend auch in Mumbai und Jamshedpur. Später ging sie als Senior-System-Analyst zur Walchand Group of Industries nach Pune.
Sie ist Mitglied der Public-Health-Initiativen der Gates Foundation. Sie gründete mehrere Waisenhäuser, beteiligte sich an der Entwicklung des ländlichen Raums und lehrte Informatik. 
Sie unterstützte in Karnataka eine Bewegung, die alle staatlichen Schulen mit Computer- und Bibliothekseinrichtungen ausstatten will, und gründete an der Harvard-Universität die Murthy Classical Library of India. Sie wurde 1995 vom Rotary Club in Bangalore mit dem Best Teacher Award ausgezeichnet. 
1996 gründete sie die Infosys Foundation. Bis heute ist sie deren Vorsitzende und Gastprofessorin am PG Center der Bangalore University. Weiterhin unterrichtete sie auch an der Christ University.
Murthy ist auch für ihren Beitrag zur Literatur auf Kannada und Englisch bekannt. Der Roman Dollar Bahu (deutsch: Dollar Schwiegertochter), den sie auf Kannada geschrieben hat und der später ins Englische übersetzt wurde, wurde 2001 als Fernsehserie von Zee TV adaptiert. Sie hat zahlreiche Bücher veröffentlicht, darunter zwei Reiseberichte, zwei Fachbücher, sechs Romane und drei Lehrbücher. Murthy hat auch im Marathi-Film Pitruroon und im Kannada-Film Prarthana mitgespielt.